# Rafael Viñoly
Rafael Viñoly Beceiro (Montevideo, 1º giugno 1944 – New York, 3 marzo 2023) è stato un architetto uruguaiano naturalizzato statunitense.

## Biografia
Figlio del regista Román Viñoly Barreto e dell’insegnante di matematica María Beceiro, nacque a Montevideo in Uruguay, ma crebbe e studiò in Argentina. Frequentò l'Università di Buenos Aires, ottenendo un diploma in architettura nel 1968 e un master in architettura e urbanistica nel 1969.
Nel 1978 si trasferì con la famiglia negli Stati Uniti. Nel 1983 fondò a New York lo studio di architettura "Rafael Viñoly Architects PC". Nel 1989 si aggiudicò la progettazione del Tokyo International Forum. Terminato nel 1996, è considerato da molti il più importante complesso culturale del Giappone.
Stanziatosi definitivamente a New York, morì il 3 marzo 2023 all'età di 78 anni.

## Opere
Completate

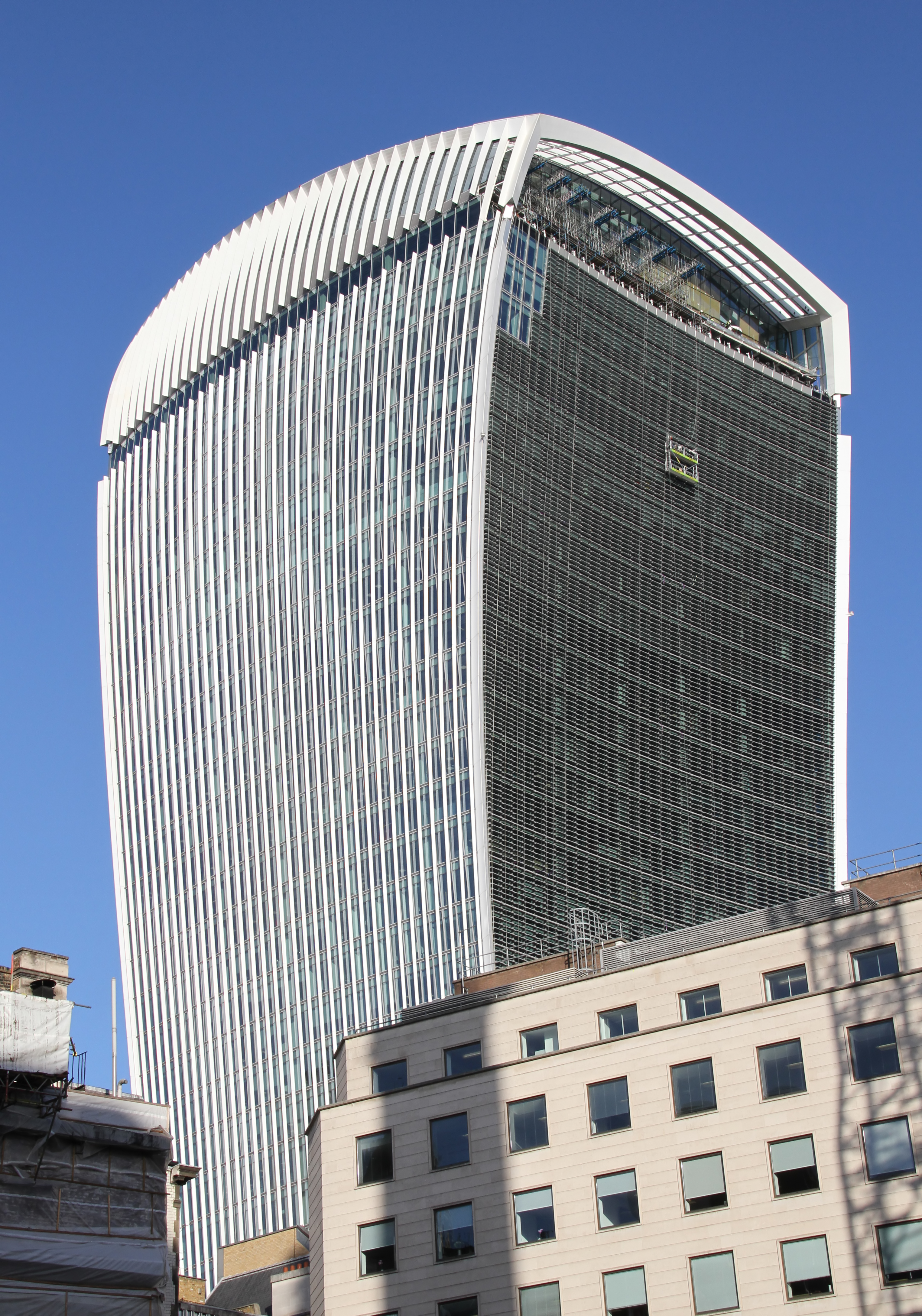
20 Fenchurch Street, Londra

- 20 Fenchurch Street, LondraLehman College Physical Education Facility, Bronx, New York, 1994
- Tokyo International Forum, Tokyo, Giappone, 1996
- Bronx Housing Court, Bronx, New York, 1997
- Princeton University Stadium, Princeton, New Jersey, 1998
- Jongno Tower, Seul, Corea del Sud, 1999
- Columbia University, Lamont-Doherty Earth Observatory, New York, 2000

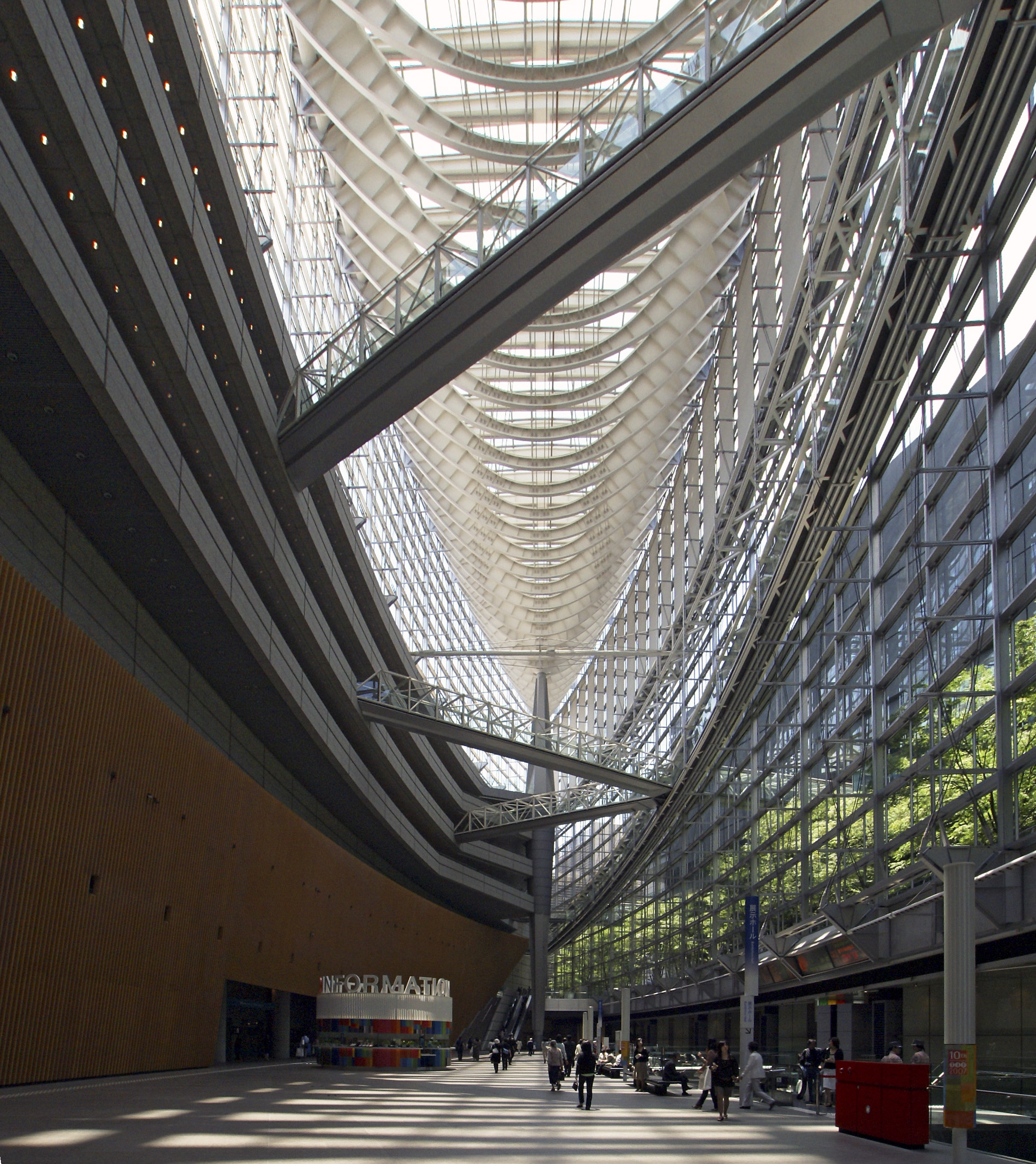
Interno del Tokyo International Forum di Tokyo

- Kimmel Center for the Performing Arts, Filadelfia, Pennsylvania, 2001
- Van Andel Institute, Grand Rapids, Michigan, 2002
- Brown University, Watson Institute for International Studies, Providence, Rhode Island, 2002
- Pennsylvania State University, Information Sciences and Technology Building, Pennsylvania, 2003
- David L. Lawrence Convention Center, Pittsburgh, Pennsylvania, 2003
- Princeton University, Carl Icahn Laboratory, Lewis Sigler Institute, Princeton, New Jersey, 2004
- University of Chicago Booth School of Business, Chicago, Illinois, 2004
- Boston Convention and Exhibition Center, Boston, Massachusetts, 2004
- National Institutes of Health, John Edward Porter Neurosciences Research Center, Bethesda, Maryland, 2004
- Jazz at Lincoln Center, New York, 2004
- Duke University, Nasher Museum of Art, Durham, Carolina del Nord, 2005
- Mahler 4 Office Tower, Amsterdam, Paesi Bassi, 2005
- Howard Hughes Medical Institute, Janelia Farm Research Campus, Ashburn, Virginia, 2006
- Wageningen University and Research Centre, Atlas Building, Wageningen, Paesi Bassi, 2006
- Bronx County Hall of Justice, Bronx, New York, 2007
- University of California, Los Angeles, California NanoSystems Institute, Los Angeles, California, 2007
- Curve Theatre, Leicester, Regno Unito, 2008
- Fortabat Museum, Puerto Madero, Buenos Aires, 2008
- Brooklyn Children's Museum, Brooklyn, New York, 2008
- New Terminal at Carrasco International Airport, Montevideo, Uruguay, 2009
- West Quad Building, Brooklyn College, Brooklyn, New York, 2009
- City College of New York, Spitzer School of Architecture, Urban Design, and Landscape Architecture, New York, 2009
- Vdara Hotel & Spa at CityCenter, Paradise, Nevada, 2009
- University of California, San Francisco, Institute for Regeneration Medicine Building, San Francisco, California, 2010
- Colchester Visual Arts Facility, Colchester, Regno Unito, 2011
- Edificio Acqua, Punta del Este, Uruguay, 2008
- Helen Diller Family Cancer Research Building, University of California, San Francisco, San Francisco, California, 2008
- Perelman Center for Advanced Medicine, University of Pennsylvania, Philadelphia, Pennsylvania, 2008
- University of Oxford Master Plan and Mathematics Institute, Oxford, Regno Unito, 2013
- The Gateway, Al Raha Beach Development, Abu Dhabi, Emirati Arabi Uniti, 2010
- South Texas Research Facility, University of Texas Health Science Center at San Antonio, San Antonio, Texas, 2010
- University of Chicago, Medicine Center for Care and Discovery, Chicago, Illinois, 2012
- University of Arizona Science Center, Tucson, Arizona, 2011
- 121st Police Precinct Stationhouse, Staten Island, New York 2013
- Cleveland Museum of Art, Cleveland, Ohio, 2013 (ampliamento)
- Mina Zayed Waterfront Development, Abu Dhabi, Emirati Arabi Uniti, 2012
- Claremont McKenna College, Kravis Center, Claremont, California, 2011
- Battersea Power Station Master Plan, Londra, Regno Unito, 2020
- Novartis Building 3, East Hanover, New Jersey, 2013
- 20 Fenchurch Street, City of London, Regno Unito, 2014
- 432 Park Avenue, New York, 2015
- Ponte Laguna Garzón, Uruguay, 2015
- Curve, Leicester277 Fifth Avenue, New York, 2019

In costruzione

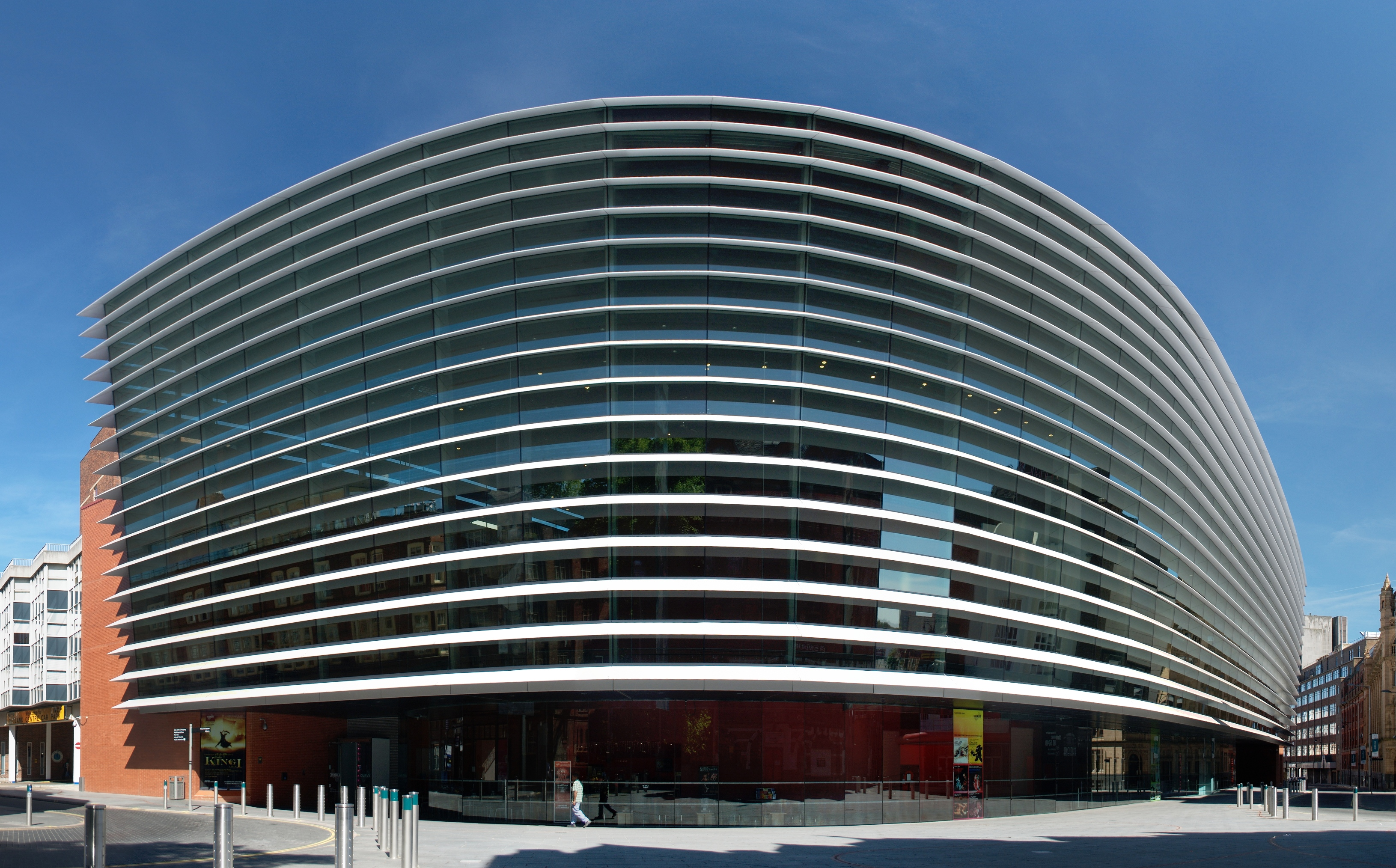
Curve, Leicester

- Edward M. Kennedy Institute for the United States Senate, Boston, Massachusetts, 2014
- Perelman School of Medicine, University of Pennsylvania, Philadelphia, Pennsylvania, 2014
- University of South Carolina, Darla Moore School of Business, Columbia, Carolina del Sud, 2014
- The New Stanford Hospital, Stanford, California, 2015
- 1401 Spruce Street, Philadelphia, Pennsylvania, 2015
- Manchester City Football Club, Etihad Campus, 2016[2]